# François-Joseph de Grammont
François-Joseph de Grammont est un homme d’Église des XVIIe et XVIIIe siècles, né le 14 mai 1644 à Châtillon-Guyotte (aujourd’hui dans le Doubs) et décédé le 20 août 1717 au château de Vieilley (Doubs). Il a été archevêque de Besançon  de 1698 à 1717.

## Biographie
Fils de Laurent Théodule de Grammont et Jeanne Françoise de Poitiers, neveu d’Antoine-Pierre de Grammont, il est archevêque auxiliaire de Besançon en 1686 avec le titre d’évêque de Philadelphie-en-Arabie.
Il succède à son oncle en tant qu’archevêque de Besançon le 17 août 1698.
Associé à l’administration épiscopale de son oncle, il en poursuit l’œuvre pastorale.

### Articles liés
- Famille de Grammont
- Archidiocèse de Besançon
- Liste des archevêques de Besançon